# آرنولد نیومن
آرنولد نیومن (به انگلیسی: Arnold Newman)،(زاده ۳ مارس ۱۹۱۸ -درگذشته ۶ ژوئن ۲۰۰۶) عکاس آمریکایی است که به خاطر عکس‌های زیست‌محیطی خود از هنرمندان و سیاستمداران به یاد مانده است. او همچنین به خاطر تصاویر انتزاعی دقیقش از طبیعت بی‌جان شناخته شده است.